# Rambo: First Blood
First Blood (ook wel Rambo: First Blood) is een Amerikaanse actiefilm uit 1982 met Sylvester Stallone in de hoofdrol. Hij speelt John J. Rambo, een Vietnamveteraan.
De film heeft 4 vervolgen; het 4e deel genaamd Rambo kwam uit in 2008, 20 jaar nadat Rambo III in bioscopen te zien was. Het 5e en laatste deel kwam uit in 2019.

## Verhaal
Ex-commando en oorlogsveteraan John James Rambo heeft na de Vietnamoorlog moeite zich in zijn thuisland aan te passen aan het burgerleven, waar hij maar geen baan kan vinden. Hij besluit naar het plaatsje Hope (Washington) te gaan om zijn vriend Delmar Berry op te zoeken, die als enige lid van zijn team de Vietnamoorlog heeft overleefd. Maar bij zijn huis aangekomen krijgt Rambo te horen, dat zijn vriend overleden is aan kanker. Rambo, die door zijn ervaringen in de oorlog ernstig getraumatiseerd is, begint daarna doelloos over het land te zwerven. Hij komt aan in een klein stadje, waar hij in aanraking komt met de licht paranoïde stadssheriff Will Teasle. Sheriff Teasle wil zijn soort mensen niet in zijn stadje hebben en brengt hem met zijn politieauto naar de uitgang van de stad. Wanneer Rambo toch weer probeert de stad in te komen, wordt hij zonder goede reden door Teasle gearresteerd. Wanneer Teasle hem fouilleert, ontdekt hij dat Rambo een groot bowiemes bij zich draagt.
Teasle neemt Rambo mee naar het politiebureau, waar hij hem aanklaagt wegens landloperij en het dragen van een verborgen wapen. Hij draagt hem over aan zijn collega Galt, die hem moet verbaliseren. Omdat Rambo niet wil meewerken, maakt dit Galt kwaad, die hem vervolgens ruw begint te behandelen. Op een zeker moment mishandelt Galt hem zodanig dat Rambo flashbacks krijgt van zijn martelingen tijdens zijn gevangenschap in Vietnam. Hierdoor raakt hij door het dolle heen en ontsnapt hij uit het politiebureau, waarbij hij de aanwezige politieagenten een voor een uitschakelt en zijn mes terug pakt.
Tijdens zijn ontsnapping steelt Rambo een motorfiets. De roekeloze Galt wil Rambo tijdens zijn ontsnapping op de motorfiets nog doodschieten, echter Teasle weet hem dat beletten, omdat er volgens hem te veel mensen op straat zijn. Daarna begint een wilde achtervolging door Teasle in zijn politieauto, waarbij Rambo het bos in vlucht. Ook de hulpsheriffs van Teasle arriveren bij het bos, waarna Rambo door hen wordt opgejaagd. Rambo stuit tijdens zijn vlucht op een ravijn, die hij besluit naar beneden te klimmen. Als er dan een door de politie gevorderde helikopter komt opdagen met sheriff Galt en de piloot aan boord, blijft Rambo bij de steile ravijn steken en kan geen kant meer op. Galt probeert Rambo te doden en schiet meerdere malen op hem. Om aan Galt te ontsnappen laat Rambo zich vallen op de bomen onder de ravijn. Hij overleeft dit, maar raakt wel gewond aan zijn arm en schreeuwt het uit van de pijn. Galt blijft echter op hem schieten en als reactie gooit Rambo een steen naar de ruit van de helikopter, wat ervoor zorgt dat Galt zijn evenwicht verliest en een dodelijke val uit de helikopter maakt in de ravijn. Wanneer de piloot met zijn helikopter weer vertrekt, gaat Rambo naar Galt en ziet dat hij dood is. Rambo pakt een paar van Galts politiespullen en gaat daarna de wond aan zijn arm behandelen.
Wanneer Teasle en zijn hulpsheriffs arriveren bij top van de ravijn, zien ze het bebloede lichaam van Galt in de ravijn liggen. Rambo stapt naar voren met zijn handen omhoog en zegt tegen Teasle, dat een man dood is, maar dat dat niet zijn schuld is. Teasle waarschuwt Rambo geen enkele beweging te maken, maar begint dan plotseling op hem te schieten, waarna zijn hulpsheriffs ook op Rambo beginnen te schieten. Rambo duikt weg en weigert zich over te geven. Teasle is woedend omdat door toedoen van Rambo zijn collega en tevens goede jeugdvriend Galt is gedood. Hij wil Rambo nu koste wat kost inrekenen en zet de achtervolging voort in het bos samen met zijn hulpsheriffs en speurhonden. Gebruikmakend van guerrillatactieken doodt Rambo echter de speurhonden en schakelt hij de hulpsheriffs een voor een uit, waarbij hij ze slechts verwond. Ook Teasle krijgt een mes op zijn keel gedrukt door Rambo, waarbij Rambo Teasle vertelt dat hij makkelijk iedereen had kunnen vermoorden. Rambo waarschuwt Teasle om hem met rust te laten en verdwijnt dan weer in de bossen.
De volgende dag wordt de staatspolitie ingeschakeld en een hele hoop politiepersoneel en militair materiaal arriveert aan de rand van het bos, alsmede de pers. Teasle staat er echter op dat hij de leiding heeft, omdat hij het als een persoonlijke zaak ziet om Rambo op te pakken. Ook slaat Teasle de waarschuwingen van de ijlings ingevlogen kolonel Samuel Trautman in de wind, die Rambo als soldaat had getraind en hem in de Vietnamoorlog had gecommandeerd. De kolonel vertelt Teasle dat als een zeer goed getrainde en ervaren commando als Rambo wordt opgejaagd dit waarschijnlijk zeer veel slachtoffers gaat opleveren. Hierna volgt een kat-en-muisspel tussen de oorlogsveteraan en een leger van 200 politiemensen. Daarbij kan de vastberaden Rambo als een soort eenmans-guerrilla de overmacht trotseren. Hij weet vele van zijn achtervolgers te belagen en uit te schakelen, dankzij zijn militaire training in het man-tegen-mangevecht en de toepassing van zijn survival-ervaring achter de frontlinies. Ondanks de inzet van veel politiepersoneel is uiteindelijk kolonel Samuel Trautman degene, die erin slaagt om Rambo op een vredelievende manier over te halen om zich over te geven aan de politie.

## Rolverdeling
| Acteur             | Personage                               |
| ------------------ | --------------------------------------- |
| Sylvester Stallone | John Rambo                              |
| Richard Crenna     | Kol. Samuel Trautman                    |
| Brian Dennehy      | Hope Sheriff Will Teasle                |
| Bill McKinney      | Hoofdinspecteur Staatspolitie Dave Kern |
| Jack Starrett      | Hulpbrigadier Arthur Galt               |
| Michael Talbott    | Hulpsheriff Balford                     |
| Chris Mulkey       | Hulpsheriff Ward                        |
| David Caruso       | Hulpsheriff Mitch                       |
| Alf Humphreys      | Hulpsheriff Lester                      |

## Trivia
- Het verhaal van de film is gebaseerd op de gelijknamige roman First Blood van schrijver David Morrell. In het boek sterft Rambo door zelfmoord. Dit was in de film oorspronkelijk ook de bedoeling en deze zelfmoordscene werd ook gefilmd. Maar, op het laatste moment besloten de filmmakers dat te veranderen. In het boek is Rambo veel minder sympathiek dan in de film. Hier heeft Stallone voor gezorgd door aanpassingen te verrichten aan het scenario van de film. Oorspronkelijk zou de film meer dan 3 uur duren, maar werd op aandringen van Stallone door bewerking verkort tot 93 minuten.
- In de film lijdt Rambo aan een psychische aandoening bekend als het posttraumatische stressstoornis.
- De stunt van de val in het ravijn in de film werd door Stallone zelf uitgevoerd. Stallone raakte hierbij ernstig gewond en het duurde weken voordat hij weer genezen was. Dit leverde een vertraging op bij de opnames van de film. De bewuste scene waarbij Stallone vanaf een bergwand het ravijn invalt, op een boomtak belandt en ernstig gewond raakt, is in de film gelaten en je hoort dat Stallone het uitschreeuwt van de pijn.
- Het stadje Hope waar de film is opgenomen, ligt niet in de Amerikaanse staat Washington maar in de Canadese provincie Brits-Columbia.
- De hele film is in de herfst van 1981 grotendeels op locatie opgenomen in de Canadese provincie Brits-Columbia.
- De Canadese zanger Dan Hill zong de titelsong It's a long road.